# Gahnia aspera
Gahnia aspera là loài thực vật có hoa trong họ Cói. Loài này được (R.Br.) Spreng. mô tả khoa học đầu tiên năm 1825.

## Hình ảnh

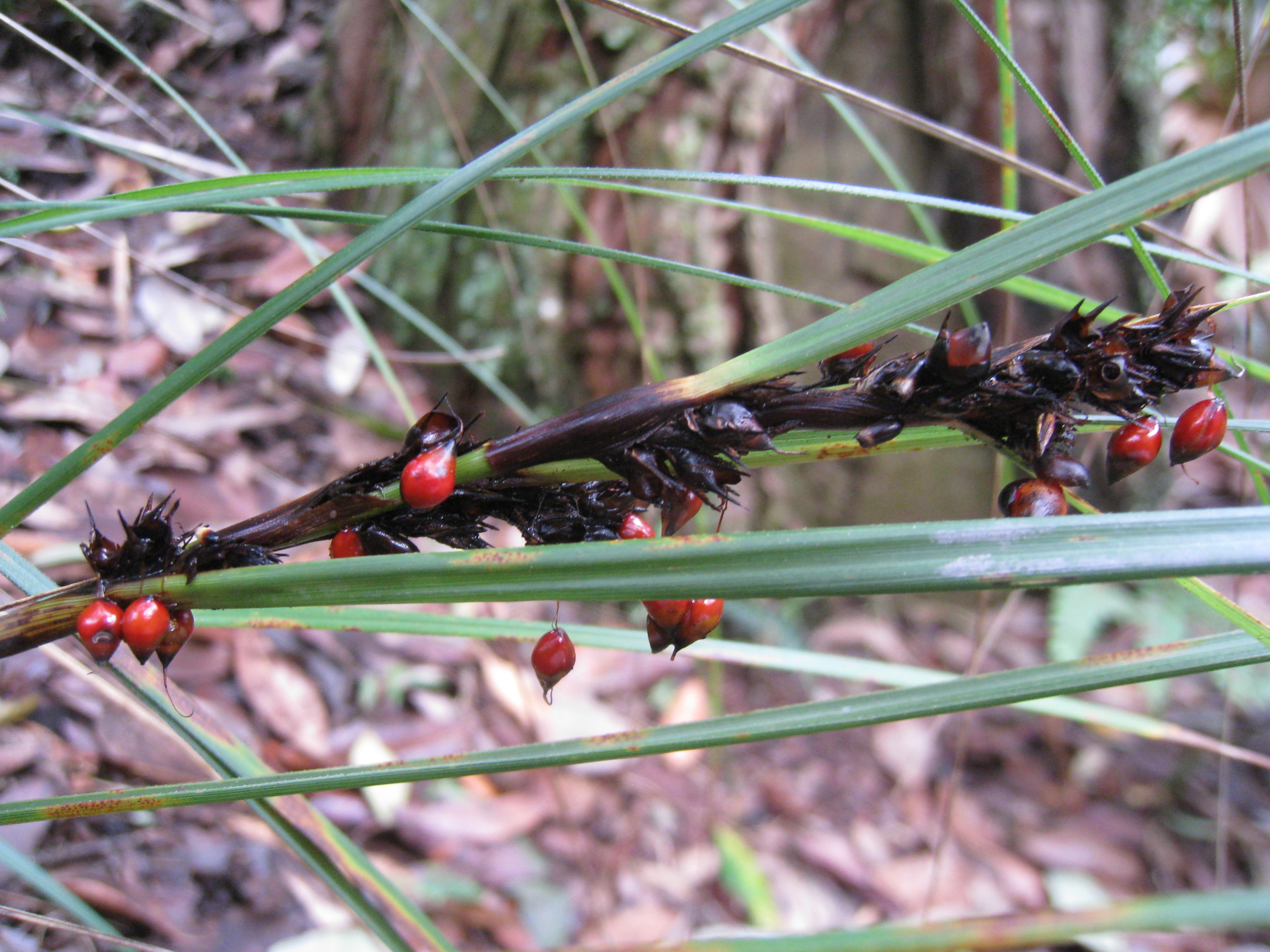
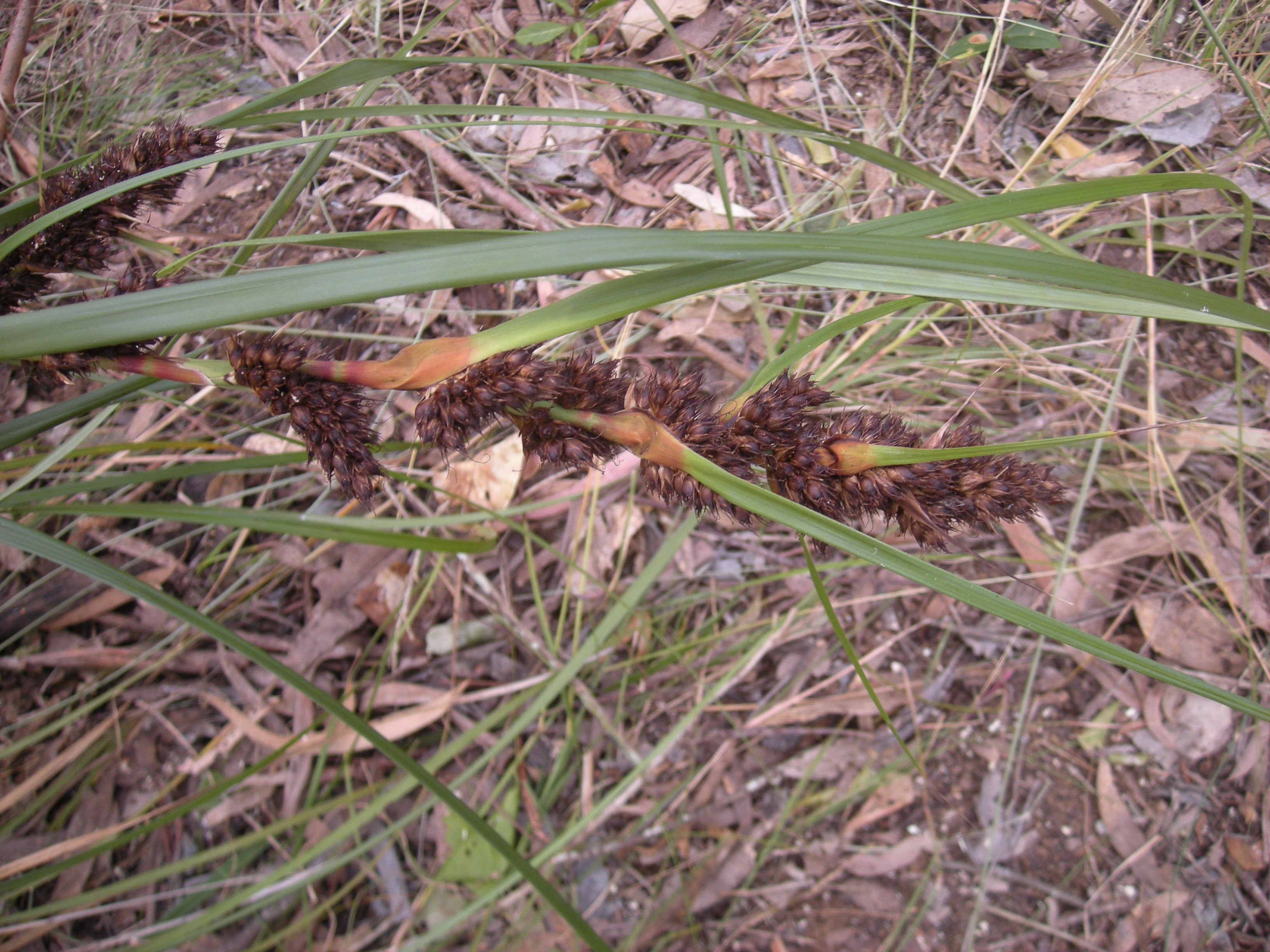
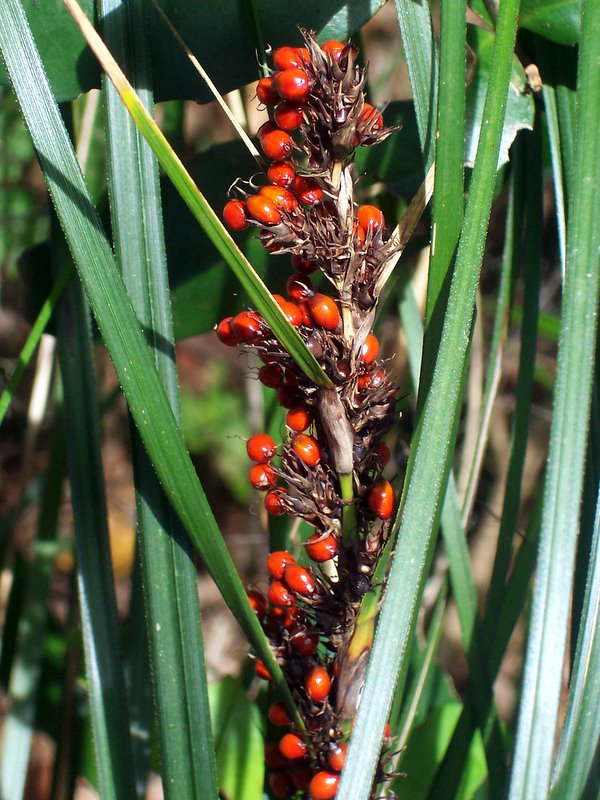